# Sporazum

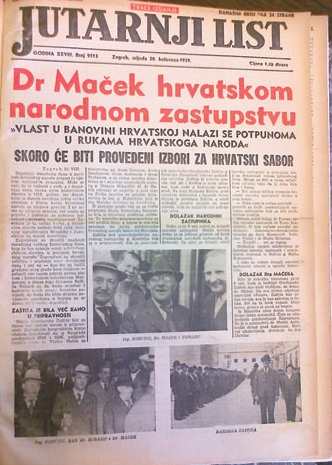
Ausgabe der Jutarnji list zur Übergabe der Regierungsgewalt in der Banovina Hrvatska (30. August 1939)

Der Begriff Sporazum [ˈspɔrazum] (Übereinkommen) bezeichnet in der bosnischen, serbischen und kroatischen Sprache ganz allgemein einen Vertrag oder ein politisches Abkommen. 
Als Fremdwort wurde dieser Terminus speziell für den am 26. August 1939 geschlossenen Vertrag zwischen der jugoslawischen Regierung und der kroatischen Opposition ins Deutsche übernommen. Der Sporazum von 1939 schuf eine kroatische Banschaft, die innerhalb Jugoslawiens weitreichende Autonomierechte genießen sollte. 
Die beiden Jahrzehnte zuvor waren von einem ständigen Konflikt zwischen der serbisch dominierten zentralistischen Regierung Jugoslawiens und den föderalistisch gesinnten Kroaten geprägt gewesen. Durch diese Streitigkeiten war der jugoslawische Staat in seiner Existenz bedroht.
Angesichts der sich zuspitzenden außenpolitischen Lage unmittelbar vor dem Beginn des Zweiten Weltkriegs zeigten sich Ministerpräsident Dragiša Cvetković und Vladko Maček, Chef der kroatischen Bauernpartei, kompromissbereit. Den Kroaten wurde Autonomie gewährt, dafür sollten sie sich in den Gesamtstaat integrieren.
Da Jugoslawien im Balkanfeldzug im April 1941 von den Achsenmächten zerschlagen wurde, erlangte der Sporazum keine praktischen Auswirkungen mehr. Sein Erfolg schien ohnehin zweifelhaft, denn die Streitigkeiten zwischen Serben und Kroaten setzten sich auch nach Abschluss des Vertrages fort. Dabei ging es vor allem um die Interpretation des Vertragstextes.
Siehe auch: Geschichte Jugoslawiens